# Hind's Hall
Hind's Hall è una canzone di protesta del rapper statunitense Macklemore, pubblicata come singolo il 7 maggio 2024. Il brano esprime il sostegno dell'artista alle proteste studentesche filo-palestinesi del 2024, schierandosi per un cessate il fuoco nella guerra di Gaza e chiedendo di disinvestire da Israele.
Il titolo della canzone si riferisce alla "Hamilton Hall" dell'Università Columbia, rinominata appunto Hind's Hall dagli studenti che l'hanno occupata in memoria di Hind Rajab, bambina palestinese di sei anni uccisa dalle Forze di difesa israeliane a Gaza.

## Testo e musica
Nel testo il rapper critica i finanziamenti stanziati dagli Stati Uniti all'esercito israeliano, nonché l'accettazione da parte dei politici statunitensi di donazioni delle lobby filo-israeliane come AIPAC e Christians United for Israel. La canzone denuncia inoltre il divieto di TikTok approvato dal Congresso statunitense, l’apparente influenza del suprematismo bianco nelle decisioni politiche e nella polizia e l'equiparazione maliziosa fra antisemitismo e antisionismo. Macklemore accusa inoltre Israele di genocidio e di applicare politiche di apartheid, e fa riferimento alla Nakba e all’assassinio di uomini, donne e bambini palestinesi nella Striscia di Gaza.
Si scaglia pesantemente anche contro il presidente Joe Biden, accusandolo di complicità nell’uccisione dei civili palestinesi e nella distruzione delle infrastrutture di Gaza, dichiarando che per questo motivo non lo voterà alle presidenziali del 2024. Critica inoltre anche l'industria musicale, colpevole di essere rimasta in silenzio e di non aver utilizzato la sua piattaforma per dare visibilità al massacro di civili a Gaza da parte del governo israeliano.
La musica di Hind's Hall campiona la canzone Ana La Habibi della cantante libanese Fairuz, mentre nel testo è presente una citazione al testo di Fuck tha Police, brano degli N.W.A del 1988.
Macklemore ha dichiarato che in seguito alla pubblicazione del brano sulle varie piattaforme di streaming, avvenuta il 10 maggio, tutti i profitti saranno devoluti all'Agenzia delle Nazioni Unite per il soccorso e l'occupazione dei rifugiati palestinesi nel Vicino Oriente (UNRWA).

## Accoglienza
Il video della canzone è stato ampiamente condiviso su Twitter e Instagram, raccogliendo milioni di visualizzazioni. Su YouTube è stato contrassegnato come non adatto a un pubblico minorenne, sollevando diverse accuse di censura. Secondo la rivista Time, il brano si inserisce all'interno della lunga tradizione statunitense della musica di protesta, al pari di Strange Fruit di Billie Holiday e di Ohio di Crosby, Stills, Nash & Young.
Tom Morello, chitarrista del gruppo Rage Against the Machine, ha elogiato il brano su Twitter, affermando che:
La candidata del Partito Verde alle elezioni presidenziali del 2024, Jill Stein, ha ringraziato pubblicamente Macklemore per la sua canzone.

## Classifiche
| Classifica (2024) | Posizione massima           |
| ----------------- | --------------------------- |
| Australia         | 85 (classifica generale)    |
| Australia         | 18 (Hip Hop/R&B)            |
| Canada            | 61                          |
| Francia           | 125                         |
| Global 200        | 184                         |
| Grecia            | 67                          |
| Irlanda           | 19                          |
| Nuova Zelanda     | 33                          |
| Paesi Bassi       | 12                          |
| Regno Unito       | 55 (Official Singles Chart) |
| Regno Unito       | 13 (Official R&B Chart)     |
| Regno Unito       | 8 (Official Indie Chart)    |
| Svizzera          | 61                          |
| Stati Uniti       | 7 (Digital Songs)           |
| Stati Uniti       | 3 (R&B/Hip-Hop)             |